# Метревели, Владимир Сергеевич
Владимир Сергеевич Метревели — советский хозяйственный и политический деятель.

## Биография
Родился в 1930 году в Грузинской ССР. Член КПСС с 1962 года.
В 1951—1953 гг. — военнослужащий Советской Армии.
В 1956—1990 гг. — заправщик, подручный сталевара, сталевар мартеновского цеха Руставского металлургического завода.
Избирался депутатом Верховного Совета ССР 9-го созыва. Делегат XXIV съезда КПСС.
Жил в Рустави.

## Награды
- Орден Октябрьской Революции[1] (30.03.1971)